# 367406 Buser
367406 Buser è un asteroide della fascia principale. Scoperto nel 2008, presenta un'orbita caratterizzata da un semiasse maggiore pari a 3,1275063 UA e da un'eccentricità di 0,2310514, inclinata di 8,27281° rispetto all'eclittica.